# Alectrurus
Alectrurus es un género de aves paseriformes perteneciente a la familia Tyrannidae que agrupa a apenas dos especies nativas del centro de América del Sur, donde se distribuyen localizadamente en el centro sur de Brasil, este de Bolivia, este de Paraguay, noreste de Argentina y Uruguay. A sus miembros se les conoce por el nombre común de yetapás.

## Etimología
El nombre genérico masculino «Alectrurus» se compone de las palabras del griego «alektruōn, alektruonos» que significa ‘gallo doméstico’, y «oura» que significa ‘cola’.

## Características
Las aves de este género son dos maravillosos tiránidos, cuyos machos ostentan formatos de colas exclusivos durante el período reproductivo. En esta fase miden 18 y 31 cm de longitud respectivamente, fuera del período miden 12 y 20 cm. Las dos emiten una imperceptible vocalización o parecen mudas. Habitan en pastizales sureños. Infelizmente, las poblaciones de ambas especies se encuentran drásticamente reducidas debido a la expansión e intensificación de la agricultura en sus zonas de distribución. La Unión Internacional para la Conservación de la Naturaleza (IUCN) califica al estado de conservación de ambas especies como «amenazadas de extinción en grado vulnerable», con sus respectivas poblaciones decadentes.

## Lista de especies
Según las clasificaciones del Congreso Ornitológico Internacional (IOC) y Clements Checklist/eBird, el género agrupa a las siguientes especies, con su respectivo nombre común de acuerdo con la Sociedad Española de Ornitología (SEO):
| Imagen | Nombre científico   | Autor            | Nombre común      | Estado de conservación | Distribución |
| ------ | ------------------- | ---------------- | ----------------- | ---------------------- | ------------ |
|        | Alectrurus tricolor | (Vieillot, 1816) | yetapá chico      | VU                     |              |
|        | Alectrurus risora   | (Vieillot, 1824) | yetapá acollarado | VU                     |              |

## Taxonomía
Los amplios estudios genético-moleculares realizados por Tello et al. (2009) descubrieron una cantidad de relaciones novedosas dentro de la familia Tyrannidae que todavía no están reflejadas en la mayoría de las clasificaciones. Siguiendo estos estudios, Ohlson et al. (2013) propusieron dividir Tyrannidae en cinco familias. Según el ordenamiento propuesto, Alectrurus permanece en Tyrannidae, en una subfamilia Fluvicolinae Swainson, 1832-33, en una tribu Fluvicolini Swainson, 1832-33 , junto a parte de Myiophobus, Colorhamphus, Sublegatus, Pyrocephalus, Ochthoeca, Arundinicola, Gubernetes, Fluvicola y provisoriamente, Muscipipra.